# Zsoldos János
Zsoldos János (Köveskál, 1767. május 2. – Pápa, 1832. május 12.) Veszprém vármegye egykori főorvosa. Édesapja református pap volt.

## Életpályája
Sopronban és Debrecenben tanult, azután 1790-től 1792-ig Halason volt tanító. 1792-ben a jénai egyetemre utazott orvostudományt hallgatni. 1794-ben Bécsbe ment tanulmányait folytatni, s itt is avatták doktorrá 1795 decemberében. 1796-tól kezdve Pápán működött mint Veszprém vármegye főorvosa. Fia Zsoldos Ignác jogász.

## Munkái

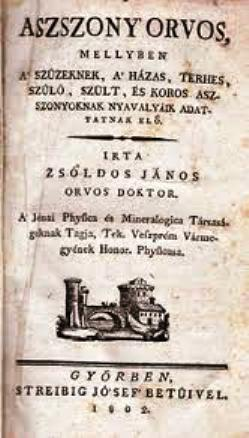
Zsoldos János: Aszszony'orvos című könyve

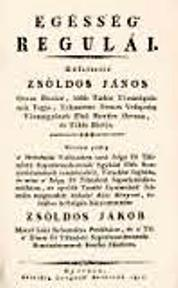
Zsoldos János: Egésség’ regulái című könyve

1. Aszszony'orvos. Győr, 1802.
2. Dietetika vagy az egészséget fenntartó és a betegségtől tartóztató rendszabályok. Győr, 1814. (2. k. Pest, 1818). Online
3. Historia corticis Rhus Cotini cum observationibus clinicis praemio coronatis. Győr, 1815.
4. Egésség regulái, versekbe foglalva (versekbe foglalta öcscse, Zs. Jakab ref. pap). Győr, 1817. Online
5. Az egészség fenntartásáról való rendszabások. Az oskolások számára versekbe foglalta Fodor Gerson. Sárospatak, 1818.
6. Constituta rei sanitatis in Hungaria partibusque adnexis. Tom. I. ab anno 1656-1818. Győr, 1819.
7. A choleráról. Győr, 1831.